# Antoine Pierre Alphonse Marie van Agtmaal
Antoine Pierre Alphonse Marie van Agtmaal (Huijbergen, 8 oktober 1911 – 31 augustus 1984) was een Nederlands burgemeester. 
Hij werd geboren als zoon van Johannes Petrus Jozephus van Agtmaal (1867-1951) en Adriana Helena Backx (*1881). In november 1934 werd J.P.J. van Agtmaal ontslag verleend als burgemeester-secretaris van Huijbergen waarop de toen 23-jarige zoon A.P.A.M. van Agtmaal hem als gemeentesecretaris opvolgde. In september 1947 werd hij daar alsnog benoemd tot burgemeester. In november 1976 ging Van Agtmaal met pensioen en in 1984 overleed hij op 72-jarige leeftijd.